# John McKechenneay
John McKechenneay, född 25 september 1903, död 21 oktober 1979, var en friidrottare från Kanada. Han deltog vid olympiska sommarspelen 1924.